# Torino–Modane-vasútvonal
Az Torino–Modane-vasútvonal vagy más néven a Fréjus-vasútvonal (olaszul: ferrovia del Frejus) egy fontos nemzetközi vasúti fővonal Észak-Olaszországban Piemont régióban Torino és Modane között. A vasútvonal 1435 mm nyomtávolságú, kétvágányú, 102 km hosszúságú, 3000 V egyenárammal villamosított. Rajta található a 13 700 méter hosszúságú Fréjus-alagút. A vonal üzemeltetője az RFI.

## Története
A vasútvonalat 1912 és 1920 között villamosították háromfázisú váltakozó árammal,majd ezt később 1961-ben 3 kV-os egyenáramú rendszerré alakították át. Az eredetileg egyvágányúnak épített vasútvonalat fokozatosan bővítették ki kétvágányúvá, az utolsó hiányzó szakasz 1984-re készült el.
A távlati tervek között szerepel, hogy a vonalat az 52 kilométeres hosszúságú Mont d’Ambin-bázisalagúttal váltják ki.